# Lampranthus paarlensis
Lampranthus paarlensis är en isörtsväxtart som beskrevs av L. Bol. Lampranthus paarlensis ingår i släktet Lampranthus och familjen isörtsväxter. Inga underarter finns listade i Catalogue of Life.